# Christel Schaack
Christel Schaack (Berlino, 24 settembre 1925 – Bad Homburg, 15 ottobre 2021) è stata una modella tedesca, vincitrice del concorso di bellezza Miss Europa nel 1955, benché il titolo le fu tolto poco dopo quando si scoprì che era stata sposata in precedenza e fu squalificata.
Il titolo passò alla seconda classificata Danièlle Genault e la Schaak fu nominata "Miss Europa onoraria".
In precedenza Christel Schaack era stata vincitrice del concorso Miss Germania 1953 e semifinalista a Miss Universo 1953 in rappresentanza della Germania.